# 拉斐尔·特鲁希略
拉斐尔·莱昂尼达斯·特鲁希略·莫利纳（西班牙語：Rafael Leonidas Trujillo Molina，西班牙語發音：[rafaˈel leˈoniðas tɾuˈxiʝo moˈlina]；1891年10月24日—1961年5月30日），綽號老大、大頭目、大老闆（El Jefe）及公羊。曾任兩次多米尼加共和国总统（1930年－1938年、1942年－1952年）。從1930年军事政变開始，他以軍事強人的姿態，在幕後擔任多米尼加共和國的獨裁者，直到1961年被暗杀，統治多米尼加共和國時間長達30年。他統治的30年間，稱為特魯希略時期（La Era de Trujillo），在多米尼加共和國推動對他的個人崇拜，也是多米尼加共和國最血腥的年代。造成超過50,000海地人死亡的香菜大屠杀（Masacre del Perejil）被認為應該由他負責。

## 早年和崛起

### 早年生活
1891年10月24日，特鲁希略出生于多米尼加的圣克里斯托瓦尔省，父亲何塞·特鲁希略·瓦尔迪兹是西班牙人，曾当过军队里的一名中尉，而母亲阿塔各利亚·茱莉亚·莫利娜则是海地白人。特鲁希略是在家里第三个孩子（家里一共生了11个孩子），特鲁希略从小并没有接受过多少教育，1897年开始上小学，1907年便开始在无线电报局工作，工作了3年后，因为伪造支票、偷窃明信片、抢劫而被判有罪，服刑近3年，但在监狱里他又暗中组建了一个抢劫团伙。出狱后曾两次结婚又两次离婚。

### 军事生涯
1916年，美国占领多米尼加后，美国军队在多米尼加训练了一支国民警卫队以维持当地的秩序，特鲁希略于1918年加入了国民警卫队，1919年便晋升为了中尉，1920年曾因为不良作风而被军事法庭指控，但被免除了刑事责任。1923年被任命为多米尼加第一军区长官。1924年，美国占领军撤离后，晋升为了上校，成为警察首脑和陆军总司令，参与了本国军队和警察的重建。

### 军中人脉
特鲁希略从军期间，与美国占领政府合作，广交朋友，很快建立起了庞大的人际关系网，特鲁希略没有把国家警察仅仅看做是与政治无关的维持社会秩序的工具，而是争夺国家政权的强大基石。他与美国军事占领政府之间的关系不仅仅限于接受军事训练，还在于与国家警察的高级长官建立起千丝万缕的关系。这些高级长官对特鲁希略青睐有加，认为他是多米尼加未来的最适合的领导人物。因此，他们不断地举荐特鲁希略，升他的职。特鲁希略与卡茨上校交情匪浅，卡茨上校利用他的国家警察总指挥职务，任命特鲁希略为国家警察统领。而在几天前，特鲁希略刚刚晋升为上尉。特鲁希略利用他的政治谋略和交际技巧，使多米尼加总统霍拉西奥·巴斯克斯将他提升为警察首脑和陆军总司令。

### 政变上台
1930年，当时的多米尼加总统奧拉西奧·巴斯克斯企图连任总统，遭到多方反对。1930年2月23日，“圣地亚哥革命”爆发，革命者高呼：“革命万岁，杀死奧拉西奧·巴斯克斯！”，没有遇到多少抵抗便占领了首都圣多明各，此次起义由拉斐尔·埃斯特雷利亚·乌雷尼亚领导，而总指挥是特鲁希略，特鲁希略向革命者提供了武器装备和士兵，革命後巴斯克斯流亡海外，由埃斯特雷利亞擔任臨時總統；同年選舉特鲁希略获得了99%的选票，当选多米尼加总统，而埃斯特雷利亚任副总统。

## 任內政策
特鲁希略在位總統時期為20年，另外十年則為他所控制的傀儡政府所把持，特鲁希略在位期間讓多米尼加經濟發展提昇，另一方面卻大量謀殺反政府人士，讓他成為20世紀有名的獨裁者之一，其功過到現今仍有爭議。

### 個人崇拜

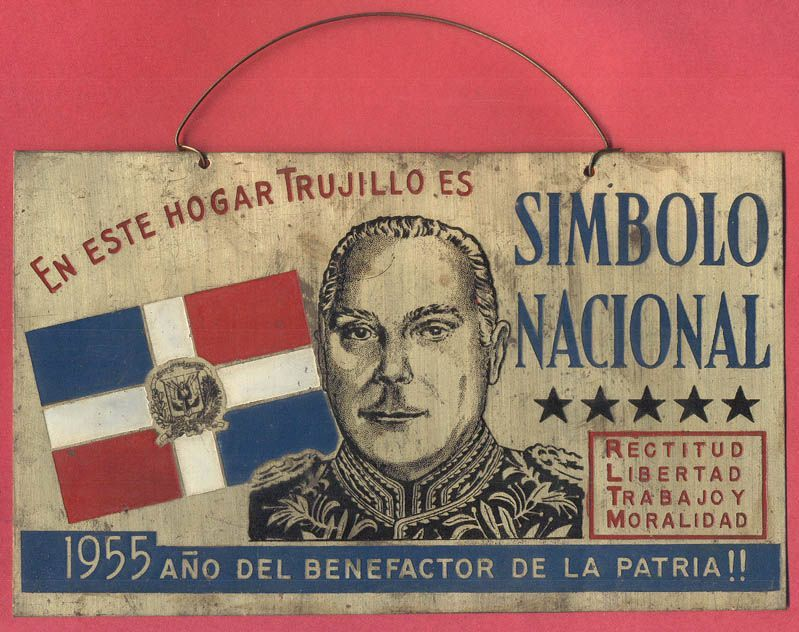
特魯希略時期的門牌，上面寫著「在這戶人家裡，特魯希略是國家的象徵」

1936年，在馬里奧·費爾明·卡布拉爾的建議下，多明尼加共和國國會以壓倒性多數票通過決議，將首都名稱從聖多明哥改為特魯希略城，聖克里斯托瓦爾省更名為特魯希略省，該國最高峰杜阿爾特峰更名為特魯希略峰。「ElJefe」（大老闆）的雕像在多明尼加共和國各地大量生產和樹立，橋樑和公共建築也以他的名字命名。該國各大報紙都在頭版讚揚特魯希略，車牌上也印有「特魯希略萬歲」等口號和「國家恩人年」（西班牙語：Año del Benefactor de la Patria）。在特魯希略城豎立了一塊電動標誌牌，寫著「上帝和特魯希略」（西班牙語：Dios y Trujillo）在晚上和白天都可以看到。最終，連教會也被要求張貼「上帝在天堂，特魯希略在人間」（西班牙語：Dios en el cielo, Trujillo en la tierra）的口號。特魯希略的崇拜者曾推薦其獲得諾貝爾和平獎，但委員會拒絕了這項建議。
1938年，特魯希略有資格再次參選，但他以美國兩屆總統的例子表示：「我自願，違背人民的意願，拒絕連任這一高級公職。」事實上早在1937年中期，他就發起了一場轟轟烈烈的連任競選活動。因此多明尼加黨提名特魯希略親手挑選的繼任者、61歲的副總統哈辛托·佩納多（Jacinto Peynado）為繼任者，曼努埃爾·德·赫蘇斯·特龍科索（Manuel de Jesús Troncoso）為他的競選搭檔。他們在1938年的選舉中單獨亮相。特魯希略保留了軍隊大元帥和多明尼加黨領導人的職位。據了解，佩納多只不過是個傀儡，特魯希略仍然掌握著國家的全部統治權。佩納多擴大了電動「Dios y Trujillo」標誌的尺寸，並於1940年3月7日去世，而特龍科索則完成了剩餘的任期。然而1942年，美國總統富蘭克林·羅斯福已經第三次當選總統，特魯希略再次競選總統，並在沒有對手的情況下當選。他曾任兩屆，每屆任期均延長至五年。1952年在美洲國家組織的壓力下，他將總統職位移交給了他的弟弟埃克托。儘管拉斐爾·特魯希略已經正式失去權力，但他還是在1955年組織了一次大型全國慶祝活動，紀念他執政25週年。人們鑄造了印有他肖像的金銀紀念幣。

### 環境政策

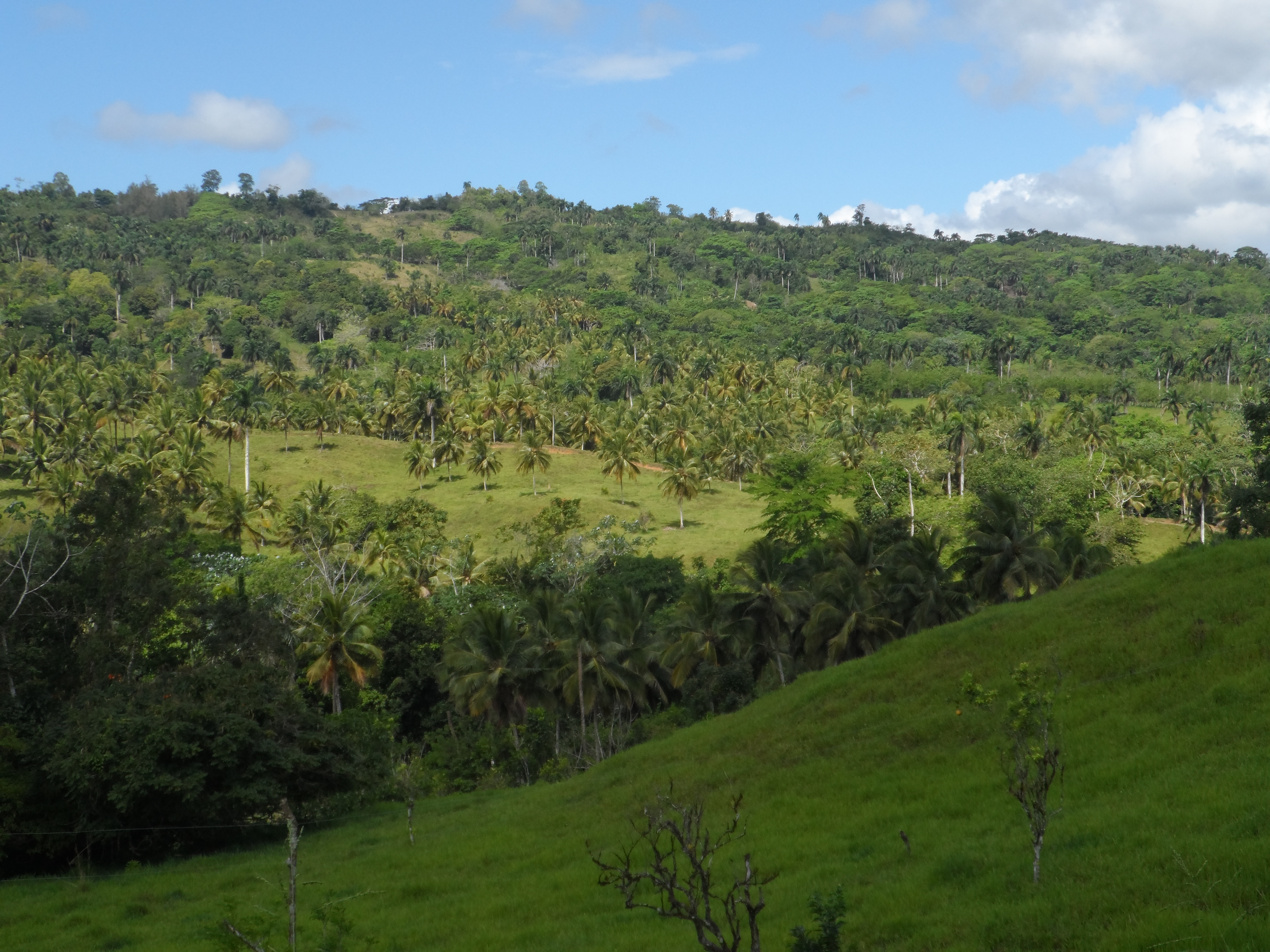
特魯希略的政策以一種特殊的方式使多米尼加得以免於第三世界國家常見的環境承載力崩潰等問題

特魯希略政權大力擴建了南亞克河（西班牙語：Río Yaque del Sur）周圍的自然保護區維達多德爾亞克（西班牙語：Vedado del Yaque）。1934年他禁止以刀耕火種的方式清理土地用於農業，設立了森林看守機構來保護公園系統，並禁止未經他許可砍伐松樹。1950年代，特魯希略政權委託進行了一項研究，探討在多明尼加共和國水道上築壩的水力發電潛力。委員會得出結論，只有森林水道才能支持水力發電大壩，因此特魯希略禁止在潛在的河流流域進行伐木。1961年他被暗殺後，多明尼加共和國恢復了伐木業。擅自佔地者為了農業目的燒毀森林，伐木公司砍伐公園樹木。1967年，華金·巴拉格爾總統發動軍事打擊，打擊非法砍伐。
特魯希略鼓勵外國投資，尤其是美國投資到多明尼加共和國。他將阿蘇阿盆地的礦產權特許權授予了路易斯安那州什里夫波特的石油商人克萊姆·S·克拉克。

### 門戶開放
特魯希略以其開放政策而聞名，他接納了來自歐洲的猶太難民、20世紀30年代的日本移民以及西班牙內戰的流亡者。在1938年的埃維昂會議上，多明尼加共和國是唯一願意接納大量猶太人的國家，並提出以慷慨的條件接納多達10萬名難民。1940年，雙方簽署了一項協議，特魯希略捐獻了26,000英畝（110平方公里）的土地用於定居。第一批定居者於1940年5月抵達；最終約有800名定居者來到索蘇阿，其中大多數人後來移居到美國。
來自歐洲的難民擴大了多明尼加共和國的稅基，並為這個以混血兒為主的國家增加了更多的白人。特魯希略政府偏袒白人難民，而多明尼加軍隊則驅逐非法移民，導致了1937年針對海地移民的「帕斯利大屠殺」。

## 窮途末路
1955年之後，特魯希略政權與拉丁美洲其他國家的外交關係進入極度不穩定的狀態，尤其是古巴，在於當時古巴共產黨領袖菲德爾·卡斯特羅領導的古巴革命取得勝利。
1958年至1960年間，特魯希略政權相繼收留了一些被革命或政變推翻的鄰國獨裁者，分別有胡安·庇隆、巴蒂斯塔、马科斯·佩雷斯·希门内斯和古斯塔沃·罗哈斯·皮尼利亚。1959年6月14日，起義者在委內瑞拉政府的支持下，從古巴出發。這次起義激發了多米尼加國內不少先進青年的鬥爭意識。起義分成了三個戰場：康斯坦薩、邁蒙、埃斯特羅-翁多。儘管起義以失敗告終，但是，6月14日地下組織由此形成，特魯希略政權對反對勢力，尤其是對暴露的6月14日組織成員的搜捕、折磨和暗殺活動變本加厲。
1960年，米拉瓦尔三姐妹（三姐妹的丈夫都因為反對特魯希略政權而入獄）暴斃，對反對勢力的搜捕和暗殺達到了高潮。三姐妹的暴斃激發了社會各界反特魯希略的情緒。同時，一名教士因為拒絕授予特魯希略“教會造福者”的頭銜而遭受迫害，這也引起了多米尼加人民的強烈不滿。這次事件也是教會與特魯希略政權之間的關係的轉捩點。1960年1月31日，教會發布《教會書》，正式與特魯希略政權決裂。同年，多米尼加遭到國際社會經濟封鎖。特魯希略對委內瑞拉總統罗慕洛·贝坦科尔特的暴力襲擊更引發了美洲國家組織對多米尼加的製裁。在哥斯大黎加，美洲國家組織各成員國發表聲明：“美洲國家組織的所有成員國達成一致，與多米尼加斷絕外交關係，禁止向多米尼加出售任何武器和戰爭物資，中斷與多米尼加的貿易往來，制裁多米尼加，直到多米尼加不再對和平構成威脅。”這意味著美國將不再支持特魯希略政權，多米尼加被國際孤立。

### 遇刺身亡

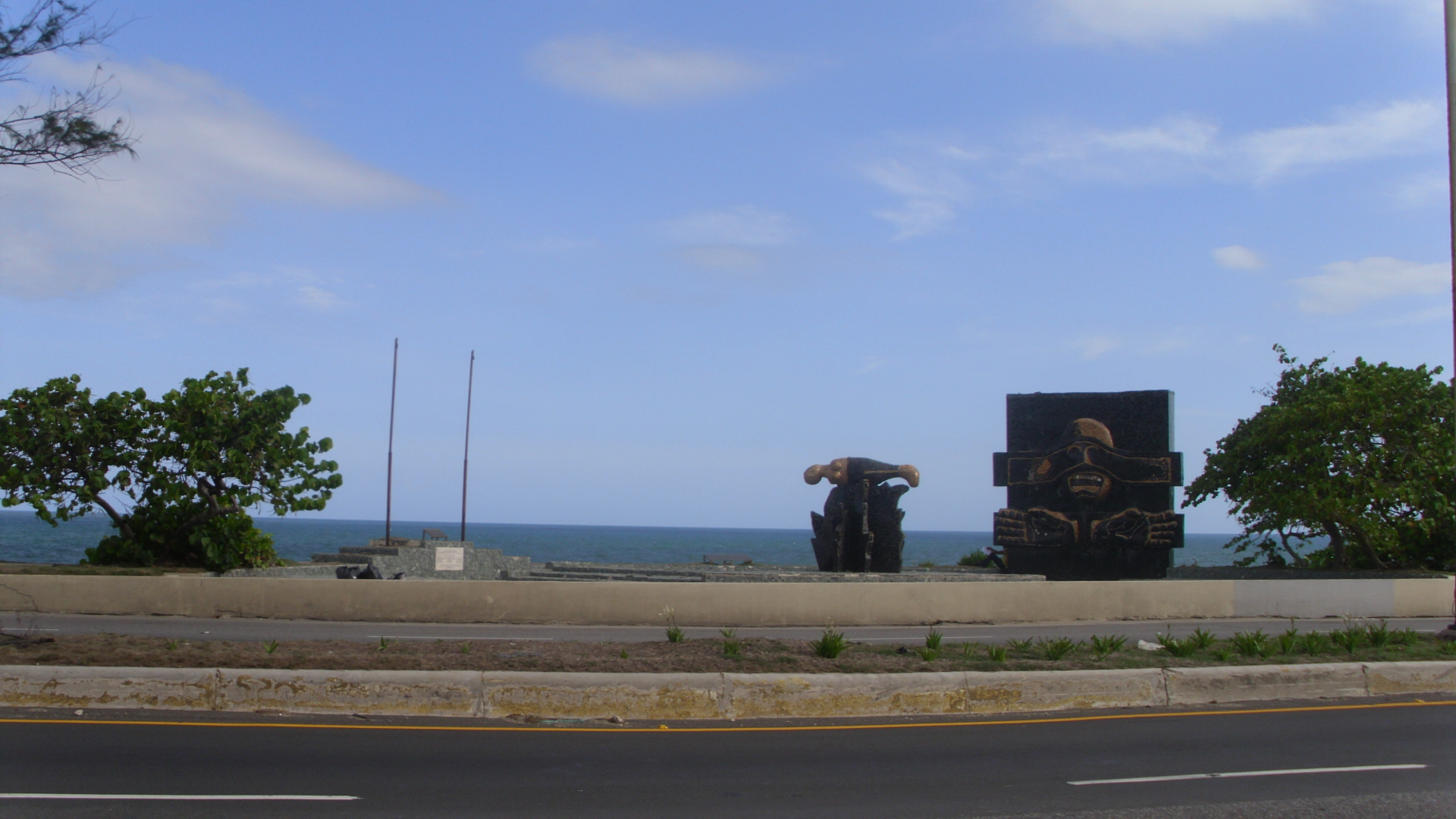
“5月30日英雄紀念碑”，這是西爾瓦諾·洛拉於1993年在特魯希略被槍殺的5月30日高速公路旁創作的雕塑

美國認為剷除多明尼加獨裁政權的時機已到，中情局參與了這次特魯希略的暗殺計劃。1961年5月30日，特魯希略在他的雪佛蘭轎車上遇刺身亡，多人參與了行刺行動，特魯希略的司機重傷，刺客行刺過後不久即遭當局逮捕，特魯希略本人因失血過多死亡。特魯希略死後，遺體被運回家鄉，由繼任者華金·巴拉格爾宣讀悼詞。事後，美國中情局否認美國當局與整起暗殺事件有任何關聯。應特魯希略的親屬要求，特魯希略的遺體被安葬在法國巴黎的拉雪兹神父公墓。

## 身後
2009年在特魯希略去世48週年之際，有政客提議將特魯希略的遺骸遷回多米尼加共和國與民族英雄一起安葬。這個構想引發了龐大的爭議與強烈的民怨。
目前特魯希略的遺體安葬在一座西班牙的小型社區帕爾多公墓墓地，位於距離馬德里25分鐘路程的埃爾帕多。

## 相关作品
- 《家长的没落》（西班牙語：El otoño del patriarca）加夫列尔·加西亚·马尔克斯著
- 《文明崩坏》（Collaps）贾德·戴蒙著，曾提到拉斐尔·特鲁希略是一个环境保护者
- 《公羊的盛宴》（西班牙語：La fiesta del chivo）馬里奧·巴爾加斯·略薩著